# شهرستان تیپتون (ایندیانا)
شهرستان تیپتون، ایندیانا (به انگلیسی: Tipton County, Indiana) شهرستانی در ایالات متحده آمریکا است که در ایندیانا واقع شده‌است.